# Río Angusilla
Der Río Angusilla ist ein etwa 247 km langer rechter Nebenfluss des Río Putumayo im Nordosten von Peru in der Provinz Putumayo der Region Loreto.

## Flusslauf
Der Río Angusilla entspringt im Nordwesten des Distrikts Teniente Manuel Clavero auf einer Höhe von etwa 240 m, 15 km von der ecuadorianischen Grenze entfernt. Er durchquert den zentralen Teil des Distrikts, anfangs 80 km in ostsüdöstlicher Richtung, anschließend in südsüdöstlicher Richtung. Bei Flusskilometer 100 nimmt der Río Angusilla den Río Huririma von rechts auf. Anschließend fließt er erneut in Richtung Ostsüdost und mündet schließlich auf einer Höhe von etwa 152 m in den Río Putumayo. 13 km oberhalb der Mündung befindet sich am linken Flussufer die Ortschaft Mashunta. Der Río Angusilla weist auf seiner gesamten Länge ein stark mäandrierendes Verhalten mit unzähligen engen Flussschlingen und Altarmen auf.

## Einzugsgebiet
Der Río Angusilla entwässert eine Fläche von ungefähr 3300 km². Das Einzugsgebiet des Río Angusilla erstreckt sich über den zentralen Teil des Distrikts Teniente Manuel Clavero. Es grenzt im Süden an das Einzugsgebiet des Río Yuvineto, im Westen an das des Río Aguarico, im Norden an die Einzugsgebiete von Río Güepí und Río Peneya sowie im Nordosten an das des Río Curuya. Das Gebiet besteht aus tropischem Regenwald.

## Ökologie
Das Quellgebiet des Río Angusilla befindet sich innerhalb des Nationalparks Güeppí Sekime. Im Mittellauf, oberhalb von Flusskilometer 150, durchquert der Fluss die Schutzgebiete Reserva Comunal Huimeki und Reserva Comunal Airo Pai.